# Parten en Hov
Parten en Hov (Zweeds: Parten och Hov) is een småort in de gemeente Bollnäs in het landschap Hälsingland en de provincie Gävleborgs län in Zweden. Het småort heeft 61 inwoners (2005) en een oppervlakte van 40 hectare. Eigenlijk bestaat het småort uit twee plaatsjes: Parten en Hov.